# Kościół Narodzenia Najświętszej Maryi Panny w Kalinowie
Kościół Narodzenia Najświętszej Maryi Panny w Kalinowie – rzymskokatolicki kościół filialny położony we wsi Kalinów (powiat strzelecki, województwo opolskie). Należy o Parafii św. Floriana w Wysokiej Do rejestru zabytków wpisany został 9 stycznia 1965 pod numerem 944/65.

## Historia i architektura
Obiekt wybudowano w XV wieku, przebudowano w XVIII wieku, a odnowiono w 1935. Kościół jest gotycki z zatartymi cechami stylowymi, murowany z kamienia łamanego i cegły, otynkowany. Świątynia otoczona jest kamiennym murem. Obiekt jest zeszpecony przez działania niezgodnie ze wskazaniami konserwatorskimi. Zamontowano tu plastikowe okna i drzwi, zły jest też stan zawilgoconych tynków. Otoczenie zabytku jest silnie zmodernizowane.